# Édouard Brémond
Édouard Brémond (* 5. November 1868 im 10. Arrondissement (Entrepôt), Paris; † 22. November 1948 im 15. Arrondissement (Vaugirard), Paris) war ein französischer Offizier und zuletzt Brigadegeneral (Général de brigade).

## Leben
Édouard Brémond begann 1888 eine Offiziersausbildung an der Militärschule Saint-Cyr (École spéciale militaire de Saint-Cyr), die er als Angehöriger der Promotion N°73 „du Grand Triomphe“ 1890 abschloss. Er war nach verschiedenen Verwendungen zwischen 1899 und 1901 Absolvent der Kriegshochschule (École Supérieure de Guerre) und wurde als Hauptmann im Brevet-Rang (Capitaine breveté) im 64. Infanterieregiment per Dekret vom 30. Dezember 1902 zum Ritter der Ehrenlegion ernannt. Nach weiteren Verwendungen wurde er als Major (Chef de bataillon) im 18. Infanterieregiment in Marokko durch Dekret vom 14. Oktober 1911 Offizier der Ehrenlegion. Während des Ersten Weltkrieges war er zunächst zwischen 1914 und 1915 selbst Kommandeur des 64. Infanterieregiments (64e Régiment d’infanterie) sowie von August 1916 bis Dezember 1917 Leiter der französischen Militärmission im Sultanat Ägypten. In dieser Verwendung wurde er am 11. Januar 1917 rückwirkend zum 31. Dezember 1916 zum Oberst (Colonel) und durch Dekret vom 12. Juli 1917 Kommandeur der Ehrenlegion ernannt.
Während der französischen Besetzung Kilikiens (Dezember 1918 bis Oktober 1921) war er vom 1. Januar 1919 bis zu seiner Ablösung durch Brigadegeneral Julien Dufieux am 4. September 1920 Gouverneur von Kilikien. Im Laufe der Zwischenkriegszeit war er zwischen September 1920 und dem 22. Januar 1921 Kommandeur des 415. Infanterieregiments (415e Régiment d’infanterie) und anschließend vom 22. Januar 1921 bis zum 10. April 1923 Kommandeur des 54. Infanterieregiments (54e Régiment d’infanterie), woraufhin er zunächst am 10. April 1923 zum 6. Infanterieregiments (6e Régiment d’infanterie) abgeordnet wurde.
Nachdem Brémond am 6. September 1923 seine Beförderung zum Brigadegeneral (Général de brigade) erhalten hatte, fungierte er zwischen dem 25. Oktober 1923 und dem 5. November 1928 als Kommandeur 2. Untergruppe der 17. Militärregion (17e Région militaire) in Toulouse und wurde für seine Verdienste per Dekret vom 7. Juli 1927 Großoffizier der Ehrenlegion erhoben. Am 5. November 1928 trat er in den Ruhestand.
Brigadegeneral Brémond wurde am 2. September 1939 bei Ausbruch des Zweiten Weltkrieges in den aktiven Militärdienst zurückbeordert und fungierte als Mitglied des Exekutivkomitees für afrikanische Freundschaften, ehe er am 1. Oktober 1939 endgültig in den Ruhestand trat.

## Veröffentlichungen
Édouard Brémond verfasste zahlreiche autobiografisch geprägte Bücher, in der er sich unter anderem mit der geschichtlichen, militärischen und politischen Situation in den Französische Kolonien befasste. Zu seinen Veröffentlichungen gehören unter anderem:
- Notes sur le Maroc, Constantine 1902
- Notes historiques et géographiques sur l’Arménie, Impr. El-Maaref, Kairo 1918
- La Cilicie en 1919–1920, Gauthner, 1920
- Conseils pratiques pour les cadres de l’armée métropolitaine appelés à servir au Levant ou en Afrique, Lavauzelle, 1922
- L’Islam et les questions musulmanes au point de rue français. Conférence faite au centre des hautes études militaires, le 13 avril 1923, Lavauzelle, 1924
- Le Hedjaz dans la Guerre mondiale, Payot 1931
- Choses d’Islam et choses d’enseignement au Maghreb, Decerf, 1935
- Marins à chameau. Les Allemands en Arabie en 1915–1916, Lavauzelle, 1935
- Yémen et Saoudia. L’Arabie actuelle, Lavauzelle, 1937
- Berbères et Arabes. La Berbérie est un pays européen, Payot, 1942

## Hintergrundliteratur
- Christophe Leclerc: La mission militaire française au Hedjaz 1916–1920, 2017, ISBN 978-2343-1-1905-2
- Rémy Porte: Édouard Brémond. L’anti-Laurence d’Arabie, 2022, ISBN 978-2492-8-1807-3